# Jadeit
Jadeit ist ein eher selten vorkommendes Mineral aus der Mineralklasse der „Silikate und Germanate“.
Er kristallisiert mit monokliner Symmetrie und hat die Endgliedzusammensetzung NaAl[Si2O6]. Bei natürlichen Jadeiten kann Aluminium durch geringe Anteile von dreifach positiv geladenen Eisen-Ionen gleichwertig ersetzt sein (Diadochie), weshalb gelegentlich die vereinfachte Zusammensetzung Na(Al,Fe3+)[Si2O6] angegeben wird. Auch geringe Anteile von Calcium oder Magnesium können in Jadeit enthalten sein.
Aus Jadeit wurden auch Steinbeile in der Jungsteinzeit gefertigt.
Als monomineralisches (überwiegend aus Jadeit bestehendes) Gestein ist es unter dem Namen Jade bekannt.
Jadeit wird heutzutage ausschließlich zu Schmucksteinen und kunstgewerblichen Objekten verarbeitet.

## Etymologie und Geschichte
Jadeit und damit Jade ist bereits seit der Steinzeit bekannt und war im alten China ein hochbegehrtes Mineral. Seinen Namen erhielt es allerdings erst im 16. Jahrhundert während der Eroberung Mexikos durch die Spanier, abgeleitet von piedra de ijada aufgrund der dem Stein zugeschriebenen Heilwirkung bei Lenden- und Nierenleiden.

## Klassifikation
In der strukturellen Klassifikation der International Mineralogical Association (IMA) gehört Jadeit zusammen mit Aegirin, Kosmochlor, Jervisit, Natalyit und Namansilit zu den Natriumpyroxenen in der Pyroxengruppe.
Bereits in der veralteten 8. Auflage der Mineralsystematik nach Strunz gehörte der Jadeit zur Klasse der „Silikate und Germanate“ und dort zur Abteilung der „Kettensilikate und Bandsilikate (Inosilikate)“, wo er zusammen mit Aegirin (auch Akmit) und Kosmochlor die „Jadeit-Reihe“ mit der System-Nr. VIII/D.01c innerhalb der Gruppe der „Klinopyroxene“ bildete.
Im zuletzt 2018 überarbeiteten und aktualisierten Lapis-Mineralienverzeichnis nach Stefan Weiß, das sich aus Rücksicht auf private Sammler und institutionelle Sammlungen noch nach dieser alten Form der Systematik von Karl Hugo Strunz richtet, erhielt das Mineral die System- und Mineral-Nr. VIII/F.01-130. In der „Lapis-Systematik“ entspricht dies ebenfalls der Abteilung „Ketten- und Bandsilikate“, wo Jadeit zusammen mit Aegirin, Aegirin-Augit, Augit, Davisit, Diopsid, Esseneit, Grossmanit, Hedenbergit, Jervisit, Johannsenit, Kanoit, Klinoenstatit, Klinoferrosilit, Kosmochlor, Kushiroit, Namansilit, Natalyit, Omphacit, Petedunnit, Pigeonit, Spodumen und Tissintit die Gruppe der „Klinopyroxene“ (VIII/F.01) innerhalb der Pyroxengruppe bildet.
Auch die von der International Mineralogical Association (IMA) zuletzt 2009 aktualisierte 9. Auflage der Strunz’schen Mineralsystematik ordnet den Jadeit in die Abteilung der „Ketten- und Bandsilikate (Inosilikate)“ ein. Diese ist weiter unterteilt nach der Kristallstruktur, so dass das Mineral entsprechend seinem Aufbau in der Unterabteilung „Ketten- und Bandsilikate mit 2-periodischen Einfachketten Si2O6; Pyroxen-Familie“ zu finden ist, wo es nur noch zusammen mit Aegirin, Jervisit, Kosmochlor, Namansilit und Natalyit die Untergruppe „Na-Klinopyroxene, Jadeitgruppe“ mit der System-Nr. 9.DA.25 bildet.
Die vorwiegend im englischen Sprachraum gebräuchliche Systematik der Minerale nach Dana ordnet den Jadeit ebenfalls in die Klasse der „Silikate und Germanate“ und dort in die Abteilung der „Kettensilikatminerale“ ein. Hier ist er zusammen mit Aegirin, Namansilit, Kosmochlor, Natalyit und Jervisit in der Gruppe der „C2/c Klinopyroxene (Na-Klinopyroxene)“ mit der System-Nr. 65.01.03c innerhalb der Unterabteilung „Kettensilikate: Einfache unverzweigte Ketten, W=1 mit Ketten P=2“ zu finden.

## Kristallstruktur
Jadeit kristallisiert mit monokliner Symmetrie der Raumgruppe C2/c (Raumgruppen-Nr. 15) mit den Gitterparametern a = 9,42 Å; b = 8,56 Å; c = 5,22 Å und β = 107,6° sowie 4 Formeleinheiten pro Elementarzelle.

## Eigenschaften
Die Farbe des Jadeit zeigt alle Variationen von Grün und kann bisweilen ins Schwarze spielen. Seltener wird auch farbloser, weißer, gelber, rosa bis violetter, oranger oder brauner Jadeit gefunden, auch mit kleinen schwarzen Flecken. Jadeit ist sehr zäh und widerstandsfähig, vor allem bei faseriger, verfilzter Struktur.

## Modifikationen und Varietäten
Chloromelanit ist ein Mischkristall aus Aegirin, Diopsid und Jadeit mit dem Mischungsverhältnis von etwa 1:1:1. Das fälschlicherweise dem Jadeit zugerechnete Nephrit ist dagegen ein Mischkristall aus Tremolit und Aktinolith.

## Bildung und Fundorte
Jadeit bildet sich durch Hochdruck-Metamorphose nach den Reaktionsgleichungen
- Albit (NaAlSi3O8) {\displaystyle \Longleftrightarrow } Jadeit (NaAlSi2O6) + Quarz (SiO2)
- Nephelin ((Na,K)[AlSiO4]) + Albit (NaAlSi3O8) {\displaystyle \Longleftrightarrow } 2 Jadeit (NaAlSi2O6)

im Blauschiefer, metamorph überprägten Grauwacken und so genannten Jadeit-Gneisen. Es bildet sich jedoch bevorzugt im unteren Druck- bzw. Temperaturbereich zusammen mit Diopsid und Aegirin bei Drücken von 7 bis 11 kbar und Temperaturen zwischen 250 und 400 °C. Jadeithaltige Gesteine sind also vor allem in den Subduktionszonen an Kontinentgrenzen zu finden. Feldspat kommt in der Natur nur selten als reiner Albit vor, daher ist eine Anorthit-Komponente und die Anwesenheit von Calcium (Ca) stets anzunehmen. Beim genannten Übergang vom Feldspat zum Jadeit ist entsprechend auch Lawsonit beteiligt: Feldspat = Jadeit + Lawsonit + Quarz.
Fundorte sind unter anderem Minas Gerais in Brasilien, verschiedene Provinzen der Volksrepublik China, Forchheim in Deutschland, die Inselgruppe der Kykladen in Griechenland, Grenville und Labrador in Kanada, Tawmaw in Myanmar, Ben Sur in den USA, Itoigawa in Japan (dort zusammen mit Itoigawait und Rengeit) – weitere liegen in Neuseeland und Tibet.
In den Hochgebirgslagen des Monte Viso im Piemont und am Monte Beigua in Ligurien entdeckten der französische Archäologen Pierre Pétrequin und seine Frau 1992 die Spuren systematischen Bergbaus auf Jadeit durch neolithische Menschen.
Auch in Meteoriten, wie z. B. im Meteoriten von Tscheljabinsk konnte Jadeit festgestellt werden.

## Verwendung

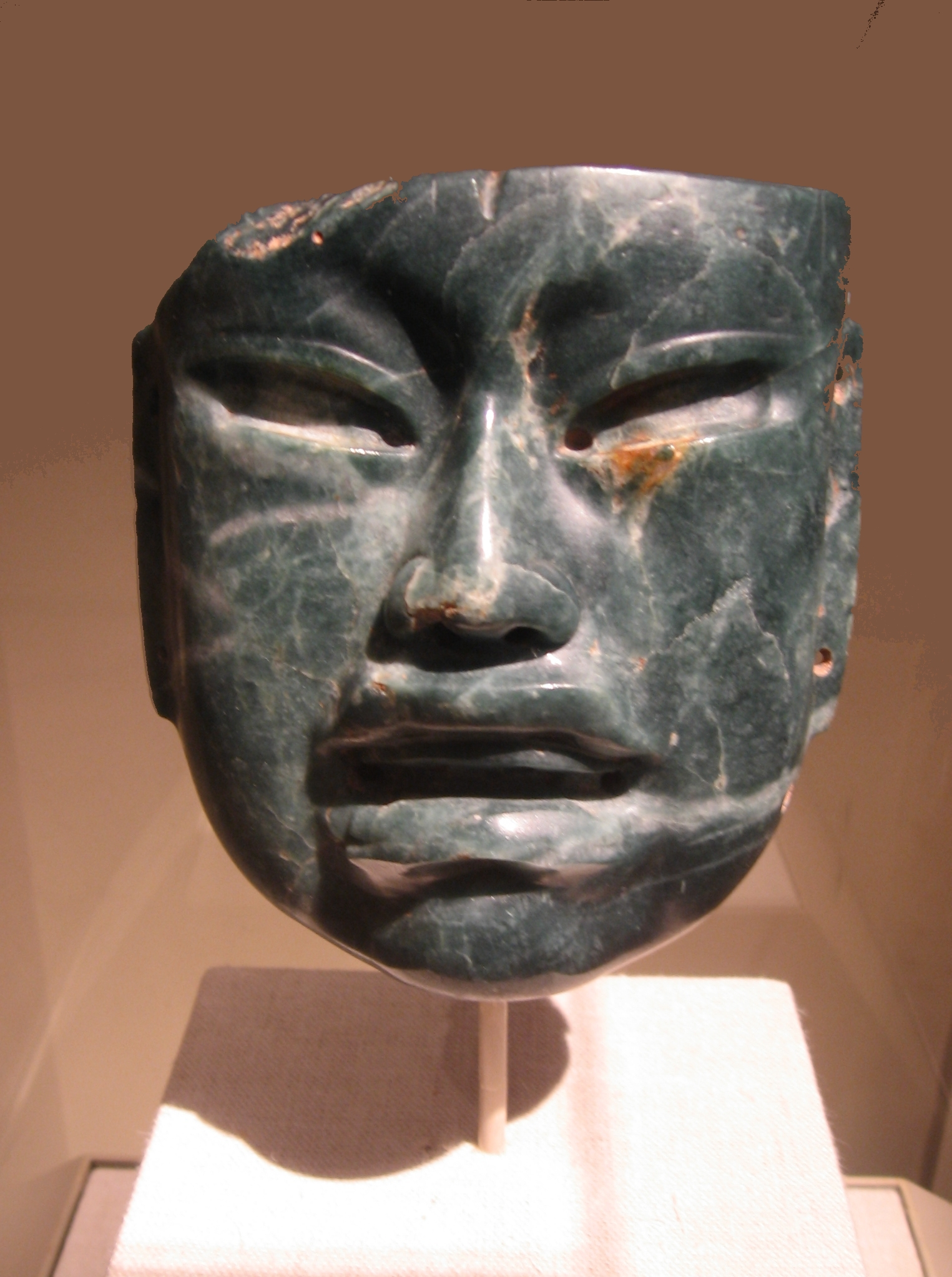
Jadeitmaske der Olmeken

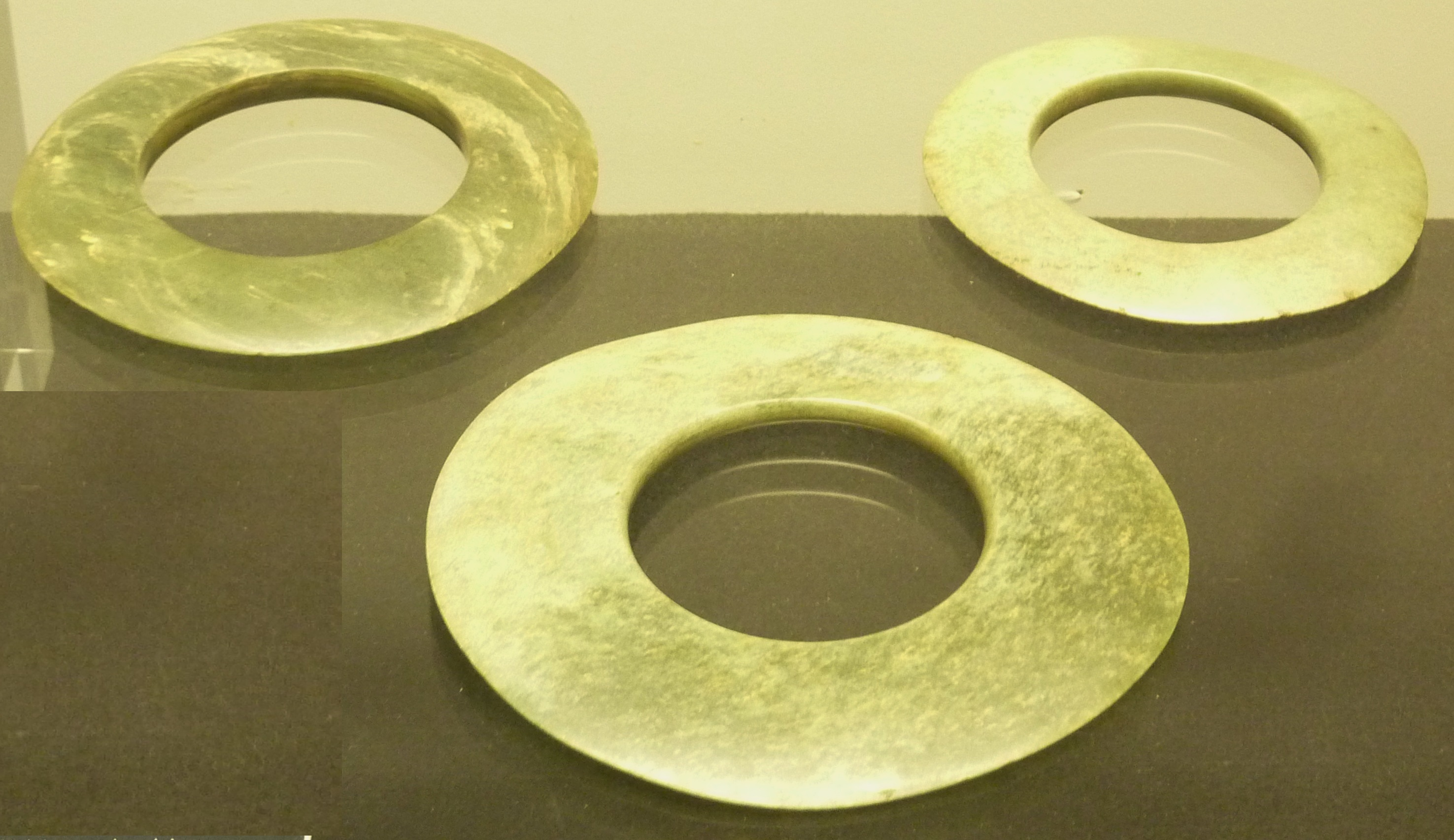
Armringe aus gelbem, alpinem Jadeit von einem Grabhügel in Bréhan

Im Jungneolithikum wurden aus alpinem Jadeit spitznackige Beile gefertigt, vermutlich in Sägetechnik. Das Herkunftsgebiet des Materials liegt am Monte Viso in den Westalpen. Die Jadeitbeile wurden weit gehandelt und gelangten z. B. bis nach Mittelhessen in die Ortschaft Günterod (Ortsteil von Bad Endbach) und in die Bretagne und nach Großbritannien (Sweet-track jade).
In unbearbeiteter Form erscheint Jadeit eher unscheinbar. Erst durch Schleifen erhält das Objekt eine überaus glatte und zum Teil sogar durchscheinende Oberfläche. Manche der Beile sind so groß, dass sie als Prestigegegenstände angesprochen werden.
Bereits zwischen dem 10. und 6. Jahrhundert v. Chr. schnitzten die Olmeken aus Jade ihre Gesichtsmasken.

## Esoterik
Jadeit wird eine Nierenbeschwerden heilende Wirkung zugeschrieben.